# Matthew Hoppe
Matthew Hoppe (Yorba Linda, 13 maart 2001) is een Amerikaans voetballer die bij voorkeur als aanvaller speelt. Hij speelt bij RCD Mallorca.

## Clubcarrière
Hoppe kwam in juni 2019 bij Schalke 04 terecht. Op 28 november 2020 debuteerde hij in de Bundesliga tegen Borussia Mönchengladbach. Op 9 januari 2021 scoorde de Amerikaan een hattrick tegen TSG 1899 Hoffenheim. Hoppe werd de eerste Amerikaan die een hattrick maakte in de Bundesliga. Schalke 04 won het competitieduel met 4–0, de eerste overwinning in dertig competitieduels.

## Erelijst
Verenigde Staten
- CONCACAF Gold Cup: 2021

Individueel
- Bundesliga Talent van de Maand: januari 2021